# Nankoku

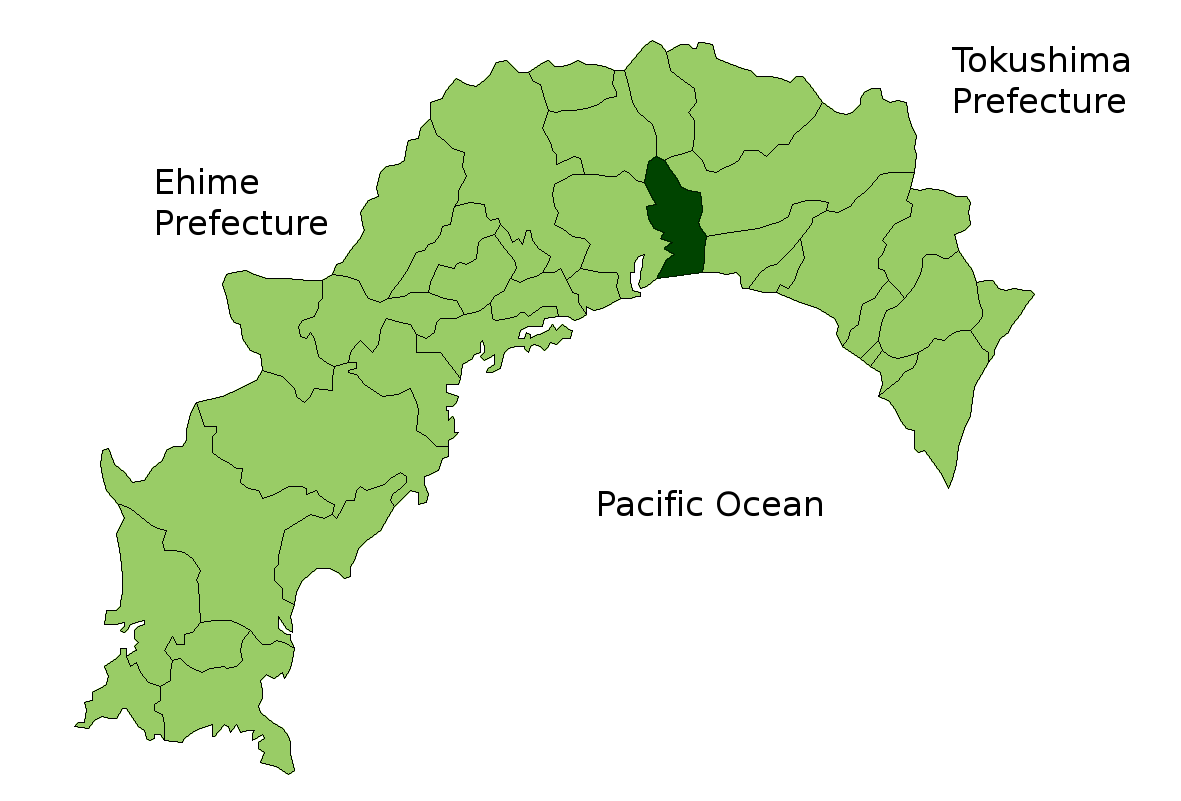

Nankoku (南国市 Nankoku-shi?) este un municipiu din Japonia, prefectura Kōchi.